# Absberg
Absberg est une commune de Bavière (Allemagne), située dans l'arrondissement de Weißenburg-Gunzenhausen, dans le district de Moyenne-Franconie.

## Histoire
Absberg a été mentionné pour la première fois en 948. En 1349 le chevalier Goswin a obtenu l'autorisation de Charles IV de construire un château. En 1455 Absberg a reçu le sort de sang. Cela la commune a donné le droit obtenu sur le Schönbühl d'appliquer la peine de mort.
En 1652, l'«Ordre Teutonique» prend Absberg. Freiherr von Hornstein permet 1725 construire le château. L'ordre des chevaliers est dissous en 1806.